# Werkenvoor.be
Werkenvoor.be is het selectiebureau van de federale overheid en het platform voor overheidsbanen in België. Sinds 1 maart 2017 maakt het deel uit van de Federale Overheidsdienst Beleid en Ondersteuning. Tot 1 maart 2023 stond het bureau bekend als Selor.

## Geschiedenis
De organisatie is de opvolger van het vroegere Vast Wervingssecretariaat. Dit werd opgericht toen de overheid het nieuwe statuut van rijksambtenaar (1937) instelde. Het Vast Wervingssecretariaat moest vergelijkende examens organiseren bij aanstelling van nieuwe ambtenaren. Pas na de oorlog werd de werking uitgebouwd. Ook werden er toen talrijke opleidingen opgestart, meestal in avondonderwijs, maar ook aan hogescholen om kandidaten op de wervingsexamens van de staat voor te bereiden; zo vindt o.m. de studierichting "bestuurswetenschappen" daar haar oorsprong.
Later werd de dienst bekend onder de naam Selor. Op 1 maart 2017 werd Selor mee opgenomen in De Federale Overheidsdienst (FOD) Beleid en Ondersteuning(afgekort als BOSA), een Belgische overheidsdienst die instaat voor de ondersteunende diensten van de federale overheid, met name HR, IT, communicatie, begroting en boekhouding. De dienst ontstond uit de fusie van vijf ondersteunende federale overheidsorganisaties, namelijk FOD Personeel en Organisatie, Budget en Beheerscontrole, Fedict, Selor en Empreva (de centrale cel van de gemeenschappelijke dienst voor preventie en bescherming op het werk van de federale overheid).

## Naamsverandering
Tot 1 maart 2023 stond het bureau bekend als Selor. Op die datum werd de naam veranderd in Werkenvoor.be. De naam werd veranderd om de aantrekkelijkheid van overheidsbanen te verhogen.